# Forever Yours (Tribute)
Forever Yours (Tribute) is een nummer uit 2020 van de Noorse dj Kygo, de Zweedse dj Avicii en de Zweedse zanger Sandro Cavazza.
Het nummer begon als een opzetje van Sandro Cavazza, wat hij naar Avicii stuurde. Avicii maakte er vervolgens een demo van en draaide het in 2016 op het Ultra Music Festival in Miami. Vanwege zijn overlijden in april 2018, kon Avicii het niet verder uitwerken tot een heel nummer. Op verzoek van de ouders van Avicii, maakten Kygo en Cavazza het nummer af, als eerbetoon aan Avicii. Kygo en Cavazza lieten het nummer voor het eerst horen op het Avicii Tribute Concert in december 2019, wat ter ere van de overleden dj gehouden werd. De opbrengsten van het nummer gaan naar de Tim Bergling Foundation, een stichting die is opgericht door de ouders van Avicii. Op de credits van het nummer staat ook Sting vermeld, omdat het nummer een sample bevat van zijn hit "Shape of My Heart" uit 1993. 
"Forever Yours" werd een grote hit in Scandinavië, met een 5e positie in Kygo's thuisland Noorwegen en een 4e positie in Avicii's thuisland Zweden. In de Nederlandse Top 40 haalde het een bescheiden 25e positie, en in Vlaanderen kwam het tot de 8e positie in de Tipparade.